# 德式炖猪脚

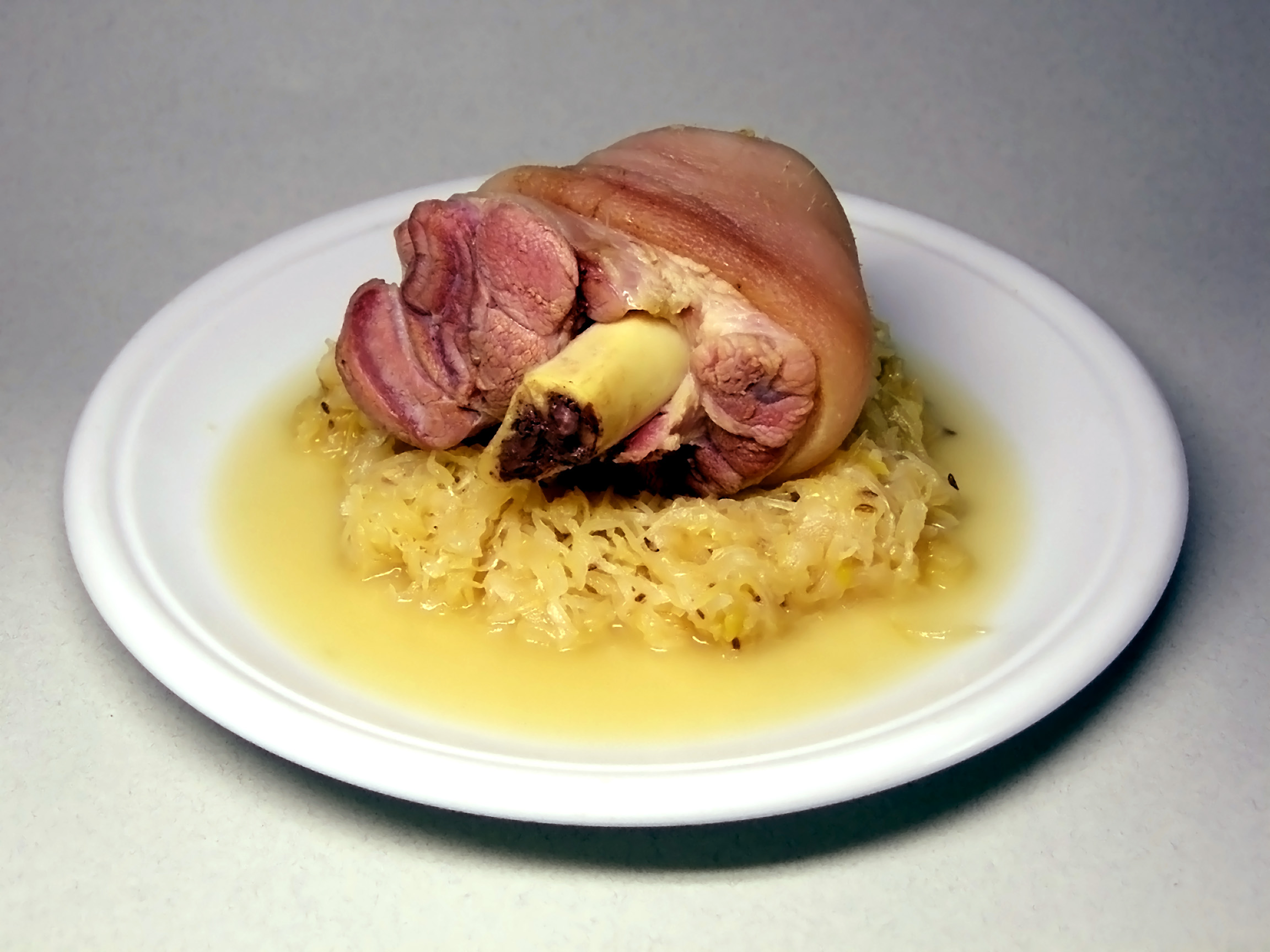
醃製过的德国猪脚，配以德式酸菜

德式炖猪脚（別称德国鹹猪手、德国冰腿等）是一道德國菜，其原文名稱意為「冰腿」，因歷史上德國人在冬天以吃剩的豬蹄膀骨頭製作溜冰鞋冰刀之故。其他名称包括、等等。德式炖猪脚选用脂肪较厚的猪后小腿，经盐腌制后水煮或火烤，并佐以德式酸菜等进食。